# Lluïsa d'Àustria-Toscana

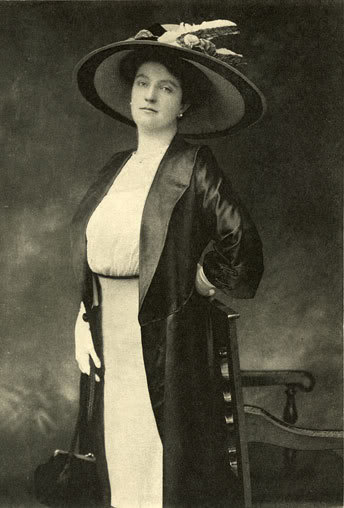
L'arxiduquessa Lluïsa d'Àustria-Toscana, princesa hereva de Saxònia.

Lluïsa d'Àustria-Toscana, princesa hereva de Saxònia (Salzburg 1870 - Brussel·les 1947). Arxiduquessa d'Àustria, princesa d'Hongria, de Bohèmia i de Toscana amb el tractament d'altesa imperial i reial. Es casà en el si de la casa reial de Saxònia.
Nascuda a la ciutat de Salzburg el dia 2 de setembre de 1870, sent filla del gran duc Ferran IV de Toscana i de la princesa Alícia de Borbó-Parma. Lluïsa era neta per via paterna del gran duc Leopold II de Toscana i de la princesa Antonieta de Borbó-Dues Sicílies i per via materna del duc Carles II I de Parma i de la princesa Lluïsa de França.
Exiliada a Àustria, després de l'expulsió definitiva d'Itàlia de l'any 1870, la família gran ducal de la Toscana es refugià en el si de la Cort de Viena.
El dia 21 de novembre de 1891, l'arxiduquessa Lluïsa contragué matrimoni amb el príncep i després rei Frederic August III de Saxònia, fill del rei Jordi I de Saxònia i de la infanta Maria Anna de Portugal. La parella s'establí a Dresden i tingué set fills:
- SAR el príncep Jordi de Saxònia, nat el 1893 a Dresden i mort el 1943 a Groß-Glienicke. L'any 1923 renuncià als drets dinàstics al tro de Saxònia.

- SAR el príncep Frederic Cristià de Saxònia, cap de la casa reial de Saxònia i marcgravi de Meissen. Nascut el 1893 a Dresden i mort el 1968 a Samedan. Es casà amb la princesa Elisabet de Thurn und Taxis.

- SAR el príncep Ernest Enric de Saxònia, nat el 1896 a Dresden i mort el 1971 a Neckarhausen. L'any 1921 contragué matrimoni amb la princesa Sofia de Luxemburg. Posteriorment es casà morganàticament amb Virginia Dulon el 1947.

- SAR la princesa Maria de Saxònia, nada el 1898 a Vil·la Wachwitz i morta el mateix dia.

- SAR la princesa Margarida de Saxònia, nada el 1900 a Dresden i morta el 1962 a Friburg. Es casà amb el príncep Frederic de Hohenzollern-Sigmaringen al Castell de Sibyllenort l'any 1920.

- SAR la princesa Maria Alícia de Saxònia, nada a Vil·la Wachwitz el 1901 i morta el 1990 a Hechingen. Es casà amb el príncep Francesc Josep de Hohenzollern-Sigmarigen el 1921 al Castell de Sibyllenort.

- SAR la princesa Mònica de Saxònia, nada a Lindau el 1903 i morta el 1976 a Múnic. Es casà el 1926 al Castell de Sibyllenort amb l'arxiduc Josep Francesc d'Àustria i posteriorment amb el ciutadà estatunidenc Reginald Kazanjian el 1972 a Ginebra.

Extremadament popular al seu país d'acollida, Saxònia, les dificultats d'integració de l'arxiduquessa Lluïsa a la cort de Dresden i els problemes per seguir l'etiqueta de la princesa crearen nombrosos problemes en el si de la família reial. Les disputes constants entre Lluïsa i el seu sogre, el rei Jordi I de Saxònia, i la passivitat del seu marit, el rei Frederic August III de Saxònia, feren que l'any 1902, Lluïsa abandonés Saxònia sense els seus fills però embarassada de mesos i amb el professor de les criatures.
Molts foren els rumors sobre una possible relació extramatrimonial entre Lluïsa i el professor, el francès André Giron, fins i tot s'ha especulat sobre una més que possible paternitat del professor sobre la princesa Mònica de Saxònia.
Finalment, la cort saxona, en una més que sorprenent decisió, facilità el divorci entre Lluïsa i Frederic August l'any 1903. En els termes del divorci, Lluïsa renunciaria a tots els drets sobre els seus fills, enviaria a la seva filla petita a Dresden on seria educada a la Cort; i a canvi, rebria una important compensació econòmica. També s'estipulà que el gran duc Ferran IV de Toscana atorgaria a la seva filla el comtat de Motignoso.
Mesos després de la fugida de Dresden, Lluïsa separà la seva vida de la de Giron i començà una relació amb el cantant d'òpera d'origen italià Enrico Toselli. La relació acabà amb matrimoni celebrat a Londres l'any 1907. Cinc anys després es divorcià d'Enrico Toselli.
El dia 23 de març de 1947 morí a la capital de Bèlgica, Brussel·les, a l'edat de 76 anys, essent enterrada al Castell de Sigmaringen.